# Farväl Las Vegas
Farväl Las Vegas (originaltitel: Leaving Las Vegas) är en amerikansk dramafilm från 1995, i regi av Mike Figgis. Figgis har även skrivit filmens manus, efter en roman av John O'Brien. Nicolas Cage tilldelades en Oscar för bästa manliga huvudroll för sina skådespelarinsatser.

## Handling
Ben Sanderson (Nicholas Cage) bestämmer sig för att ta livet av sig genom att supa ihjäl sig i Las Vegas. Där träffar han Sera (Elisabeth Shue), som är prostituerad, och blir vän med henne. Villkoren för deras vänskap blir två löften; hon får aldrig be honom avbryta sitt supande och han skall aldrig ifrågasätta hennes yrke.

## Rollista (urval)
- Nicolas Cage - Ben Sanderson
- Elisabeth Shue - Sera
- Julian Sands - Yuri
- Richard Lewis - Peter
- Steven Weber - Marc Nussbaum
- Kim Adams - Sheila
- Emily Procter - Debbie
- Julian Lennon - bartender
- Shawnee Smith - motorcykel-tjej
- Xander Berkeley - cynisk taxichaufför